# Cyrtandra waiolani
Cyrtandra waiolani är en tvåhjärtbladig växtart som beskrevs av Heinrich Wawra. Cyrtandra waiolani ingår i släktet Cyrtandra och familjen Gesneriaceae. Inga underarter finns listade i Catalogue of Life.